# Ксав'є Пюжо
Ксав'є Пюжо (фр. Xavier Pujo; нар. 5 грудня 1977) — колишній французький тенісист.
Найвищу одиночну позицію світового рейтингу — 279 місце досяг 14 липня 2003, парну — 342 місце — 18 лютого 2008 року.
Здобув 7 одиночних та 1 парний титул.

## Фінали челленджерів

### Парний розряд: 3 (1–2)
| Результат | В-П | Дата     | Турнір                           | Рівень     | Покриття | Партнер           | Суперники                      | Рахунок          |
| --------- | --- | -------- | -------------------------------- | ---------- | -------- | ----------------- | ------------------------------ | ---------------- |
| Перемога  | 1–0 | Кві 2007 | Saint-Brieuc Challenger, Франція | Челленджер | Ґрунт    | Жан-Батіст Перлан | Жан-Крістоф Форель Жером Енель | 2–6, 6–2, [10–7] |
| Поразка   | 1–1 | Тра 2007 | Dresden Challenger, Німеччина    | Челленджер | Ґрунт    | Жан-Батіст Перлан | Томас Беренд Крістофер Кас     | 3–6, 4–6         |
| Поразка   | 1–2 | Тра 2009 | Bordeaux Challenger, Франція     | Челленджер | Ґрунт    | Стефан Робер      | Пабло Куевас Орасіо Себальйос  | 6–4, 4–6, [4–10] |